# خواكين راميرو
خواكين راميرو (بالإسبانية: Joaquín Ramiro)‏ هو عسكري أرجنتيني، ولد في 1800 في بوينس آيرس في الأرجنتين، وتوفي في 1867 في مدينة بارانا، انتري ريوس في الأرجنتين.